# ニールス・ホーゲル
ニールス・ホーゲル（Niels Högel 1976年12月30日 - ）はドイツの看護師で、100人以上の患者連続殺人を認めたシリアルキラーである。検察は2000年から5年間にかけて300人ほどの患者がホーゲルによって殺されたと推定しており、戦後ドイツ最悪の、恐らくは世界最悪のシリアルキラーと考えられている。主にフーゲル、またはヘーゲルと表記されることの方が多い。

## 概要
ヴィルヘルムスハーフェン出身のホーゲルは、1999年からブレーメン近郊のオルデンブルク病院（de:Klinikum Oldenburg）、2002年からはデルメンホルスト病院（de:Klinikum Delmenhorst）の集中治療室で勤務していた。
2005年6月、入院患者に対する2件の殺人罪と4件の殺人未遂と傷害罪で逮捕。2015年に終身刑を言い渡され服役中であったが、134体に及ぶ遺体の掘り起こし調査や彼が精神科医へ話していた内容などから、警察は彼が少なくとも106人の殺害に関与していたと発表。実際には200～300人の殺人を犯していた可能性が指摘されているが、そのほとんどが火葬されていたため正確な犠牲者数は確認がとれていない。

## 動機
犯行動機について、患者に心不全や循環虚脱などを引き起こす薬剤を投与した後に「同僚や上司の前で患者を救うことで、称賛を浴びたいと考えていた。生き返れば幸せだったし、失敗して患者が死ぬと挫折感を味わった」と公判で証言した。ホーゲルを早くから知る同僚は、ホーゲルが生か死の状況によく対応できる看護師としての定評を得ていたと語る。ただ、実の所、検察によれば、ホーゲル自身が患者の生か死は彼次第という状況を自ら作り出していただけであった。ホーゲルを鑑定した女性心理学者は「病院で英雄視されることに快感を覚えて、犯行にのめりこんでいったようだ」としている。

## 公判
2018年1月23日、検察は証拠の確認が取れた97件の殺人容疑でホーゲルを起訴した。有罪が確定すればドイツ史上最悪の連続殺人犯となる。
公判では新たに8人の病院の同僚看護師たちも証拠隠蔽または偽証罪の疑いで捜査の対象となっている。この事件に関連し、既に病院の過失責任を問う刑事事件になっており、二人の医師と二人の看護師長が過失致死罪で起訴されている。
2019年6月、彼は終身刑を宣告された。